# 20996 Pandrosion
20996 Pandrosion este o planetă minoră (asteroid), cu un diametru de 2,957 km, din centura de asteroizi. A fost descoperită pe 4 august 1986 la Observatorul Palomar de Eleanor F. Helin. 
Obiectul prezintă o orbită caracterizată de o semiaxă mare de 1,9117475 UAi, o excentricitate de 0,05, o înclinație de 26,76805 ° în raport cu ecliptica.